# Río Liuboséyevka
El río Liuboséyevka (del ruso: Любосе́евка) es un río del óblast de Moscú, en Rusia, afluente por la derecha del río Voria, de la cuenca hidrográfica del Volga por el Oká.

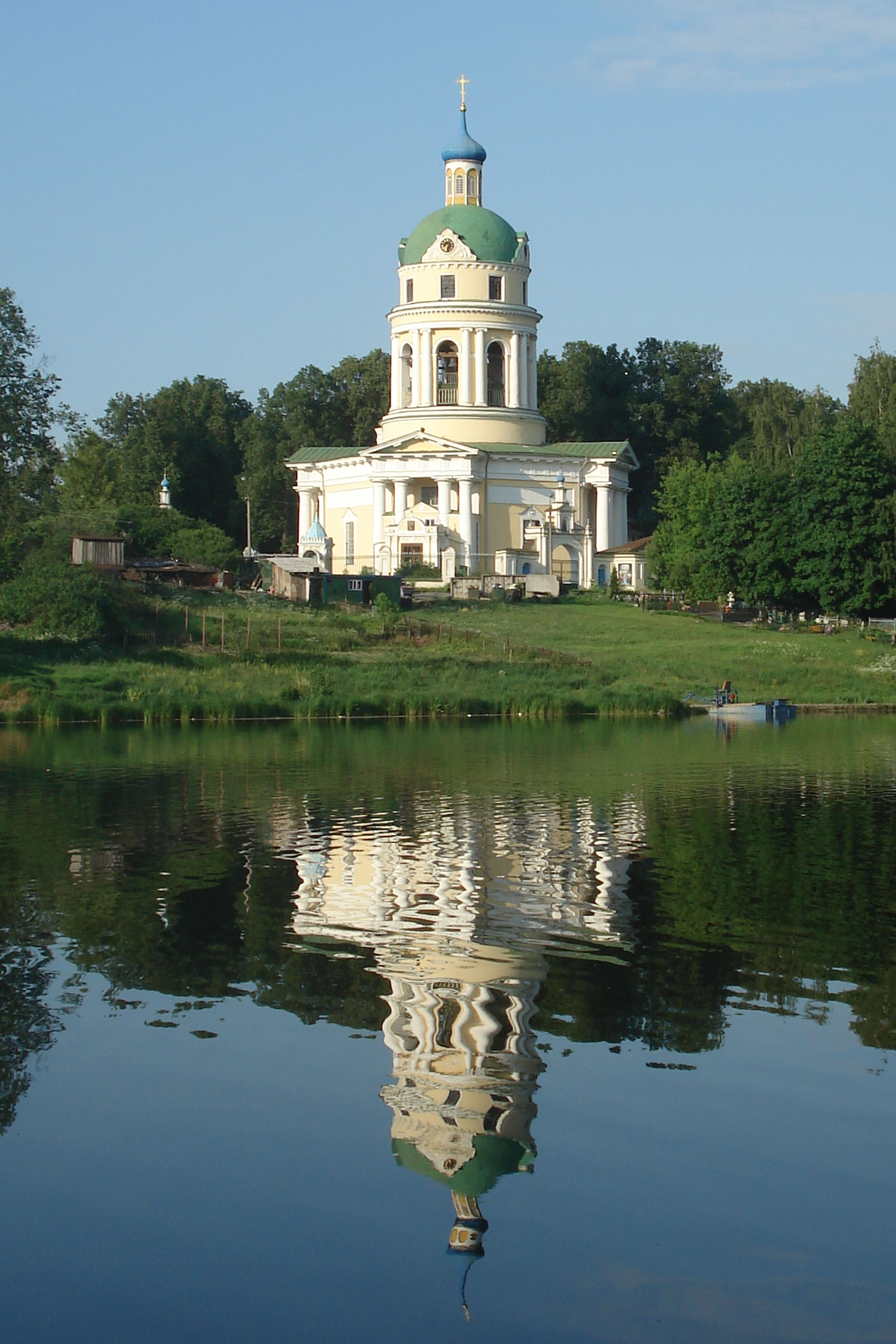
Los estanques Barsky, lado izquierdo del río de Luboseyevka. Iglesia de San Nicolás, el hacienda de Grébnevo.

El Liuboseyevka nace en el municipio de Friázino. Discurre por las Friázino y raión de Shchólkovo. En el curso superior se encuentra la hacienda de Grébnevo.